# 小维亚普尔
小维亚普尔（法語：Viâpres-le-Petit，法語發音：[vjapʁ lə pəti]）是法国奥布省的一个市镇，属于塞纳河畔诺让区。

## 地理
小维亚普尔（48°33'45"N, 4°2'32"E）面积11.13 平方千米，位于法国大東部大區奥布省，该省份为法国中北部省份，北起马恩省，西接塞纳-马恩省，西南至约讷省，东南至科多尔省，东临上马恩省。
与小维亚普尔接壤的市镇（或旧市镇、城区）包括：阿利博迪耶尔、贝西、尚弗勒里、奥布河畔尚皮尼、埃尔比斯、普朗西拉拜、普昂莱瓦莱。

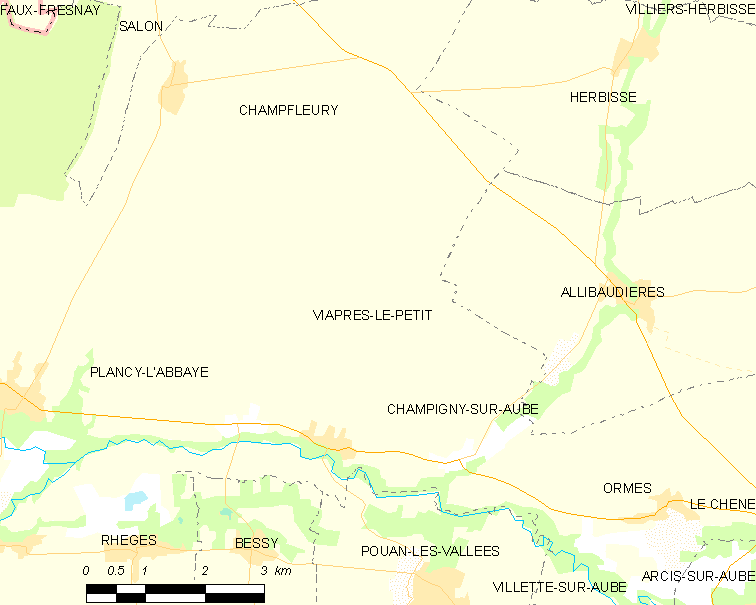
小维亚普尔的OSM定位图

小维亚普尔的时区为UTC+01:00、UTC+02:00（夏令时）。

## 行政
小维亚普尔的邮政编码为10380，INSEE市镇编码为10408。

## 政治
小维亚普尔所属的省级选区为特鲁瓦附近克勒内县。

## 人口

1962-2008年间小维亚普尔人口变化图示

小维亚普尔于2022年1月1日时的人口数量为127人。